# Tunika (botanika)

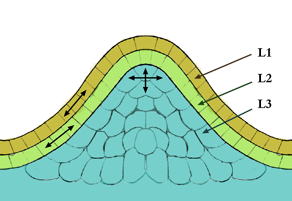
Schemat budowy stożka wzrostu: L1 – warstwa epidermalna, L2 – warstwa subepidermalna. Obie warstwy tworzą tunikę

Tunika – zewnętrzna część protomerystemu u okrytonasiennych, składająca się jednej dwóch lub więcej warstw komórek. Każda z warstw komórek ma oddzielną komórkę inicjalną dzielącą się antyklinalnie. Najczęściej rośliny dwuliścienne mają dwuwarstwową tunikę. U części roślin warstwa tuniki jest trudna lub całkowicie niemożliwa do wyodrębnienia. Z zewnętrznej warstwy tuniki powstaje epiderma. Komórki tuniki biorą również udział w powstawaniu zaczątków liści.